# 屈穆尔
屈穆尔（英語：Clifford Sharp Trimmer，1891年2月5日—1974年2月8日），美以美会传教士，南京大屠杀期间，任南京安全区国际委员会成员，国际红十字会南京委员会成员。

## 生平
1891年屈穆尔生于美国田纳西州米德尔瓦利，1913年获拉法耶特学院学士学位，1918年获宾夕法尼亚大学医学院硕士学位。1922年屈穆尔受美以美会差遣，来到南京，在金陵大学鼓楼医院担任医生。
南京大屠杀期间，屈穆尔的家人在江西省避难，但屈穆尔留在南京鼓楼医院救助平民，任南京安全区国际委员会成员，国际红十字会南京委员会成员。珍珠港事件后，特里默被日军抓捕至上海的拘留所内，1943年初被遣返回美国。
回到美国后，屈穆尔于1943年5月-1944年10月在宾夕法尼亚州担任监狱医生，1944年11月-1946年8月担任海军港口医生，1946年秋回到鼓楼医院工作。1950年11月，因中美关系恶化，屈穆尔被迫离开中国。1952年在巴基斯坦拉合尔担任医生，1959年退休。1974年于新泽西州逝世。